# James K. M. Cheng
James K. M. Cheng (鄭景明; Hong Kong, 1947) è un architetto hongkonghese naturalizzato canadese, noto soprattutto per le sue torri condominiali a Vancouver.

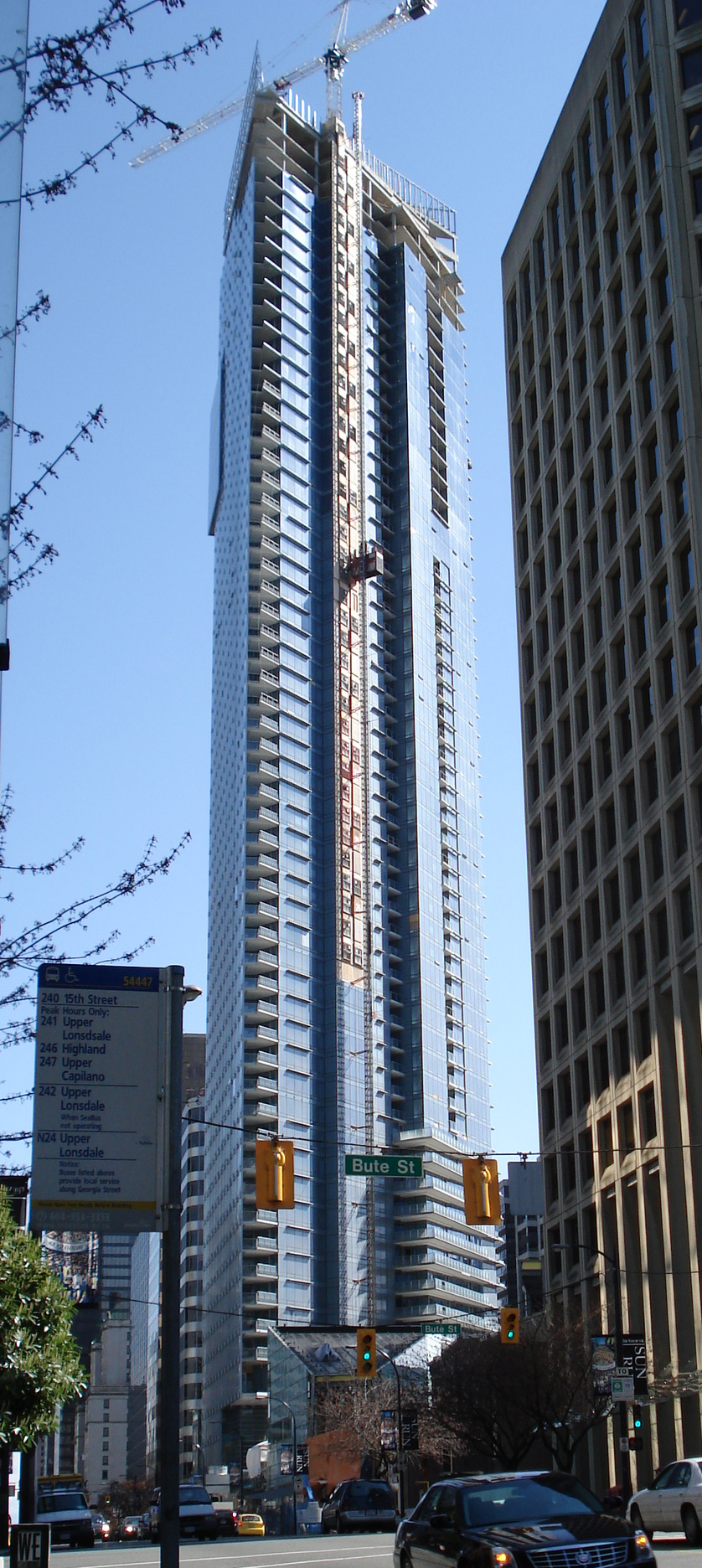
La torre Shangri-La negli stadi finali della costruzione, 2008

Le sue opere, composte principalmente da torri alte e con grande utilizzo di vetro, hanno dato un importante contributo allo stile architettonico del Vancouverismo.

## Biografia
Nato a Hong Kong ha studiato alla università di Washington e ad Harvard sotto la guida di Richard Meier. In Canada ha fatto un apprendistato da Arthur Erickson. Successivamente ha fondato la sua azienda, la James K.M. Cheng Architects Inc, nel 1978, quando ha vinto l'appalto per il Chinese Cultural Centre di Vancouver. Dal 1990 Vancouver ha visto un innalzamento dell'industria del mattone, che ha portato alla costruzione di dozzine di grattacieli condominiali nella città. In questo periodo Cheng diventa il maggior designer per le torri. Il professore dell'Università della Columbia Britannica Dina Krunic ha commentato dicendo " Gli edifici in cemento con le vetrate in vetro verde per cui Vancouver è famosa sono l'eredità lasciataci da James Cheng . Nel 2012 Cheng è stato insignito con l'Ordine del Canada, la maggiore onorificenza della nazione.

## Opere
Anche se la maggior parte dei suoi progetti sono residenziali e situati a Vancouver, Cheng ho creato altri palazzi.
- Living Shangri-La, l'edificio più alto di tutta Vancouver
- King George Tower - Edificio proposto dall'architetto che se completato diverrebbe uno dei palazzi più alti del Canada
- Fairmont Pacific Rim- Hotel e condominio
- Shangri-La Toronto - Hotel e condominio
- Lincoln Square- situato a Bellevue, Washington è stato il primo edificio costruito da Cheng fuori dalla Columbia Britannica
- Shaw Tower - Edificio con uffici ed appartamenti
- Parc Residences di Victoria, BC - Palazzo residenziale
- Willow Court di Vancouver, BC - Case residenziali che nel 1983 gli hanno guadagnato la Governor General's Medal for Architecture[3]
- The Falls; Victoria - Residenziale
- Terminal City Club Tower - Hotel, condominio e uffici
- Waiea Tower al Ward Village - Torre residenziale a 36 piani a Honolulu, Hawaii.[4]